# 자코
야코(JAKO)는 독일의 스포츠 브랜드이다. 축구, 아이스하키, 농구, 핸드볼 등 여러 분야의 스포츠 팀에게 스포츠 용품을 공급하고 있다.

## 스폰서

### 축구

#### 리그
AFC
- FC 안양 (2013)
- 김천 상무 FC (2008 / 2011 ~ 2014)
- 전남 드래곤즈 (2010 ~ 2011)